# Lilly Steinschneider
Lilly Helene Steinschneider-Wenckheim (n. 13 ianuarie 1891, Budapesta, Austro-Ungaria – d. 28 martie 1975, Nisa, Franța), cunoscută ca Lilly Steinschneider, a fost prima femeie maghiară care s-a calificat ca pilot. Steinschneider a primit licența de pilot numărul patru din Ungaria. Ea a zburat cu un monoplan Etrich Taube.

## Tinerețe
Lilly Steinschneider s-a născut la Budapesta la 13 ianuarie 1891, ca al doilea copil al Irmei Wohr și Bernát Steinschneider, o familie bogată austro-ungaro-evreiască. Tatăl ei era proprietarul unei fabrici de pilote care furniza huse de pilote pentru Casa de Habsburg din Austria, iar mama ei avea origini cehe. Lilly a fost al doilea copil născut al familiei Steinschneider, cu un frate mai mare pe nume Hugó. Se știu puține lucruri despre primii optsprezece ani din viața ei.

## Cariera de pilot
A învățat să zboare de la instructorul de zbor Karl Illner din Wiener Neustadt în august 1912. A fost prima femeie maghiară și a doua femeie din Imperiul Austro-Ungar care s-a calificat ca pilot (prima a fost aviatoarea Božena Laglerová⁠(d)). Steinschneider a primit licența de pilot numărul patru din Ungaria. Ea a zburat cu monoplanul Etrich Taube. La 6 octombrie 1912 a participat la spectacolul aerian organizat la Nagyvárad (Oradea). Ea a făcut furori ca femeie la întâlnirea de zbor de la aerodromul din Aspern în 1913. Pilotul francez Jeanne Pallier a zburat și ea în acea zi, iar cele două femei s-au clasat pe locul trei și al patrulea la concursul de durată.

## Căsătoria și viața ulterioară

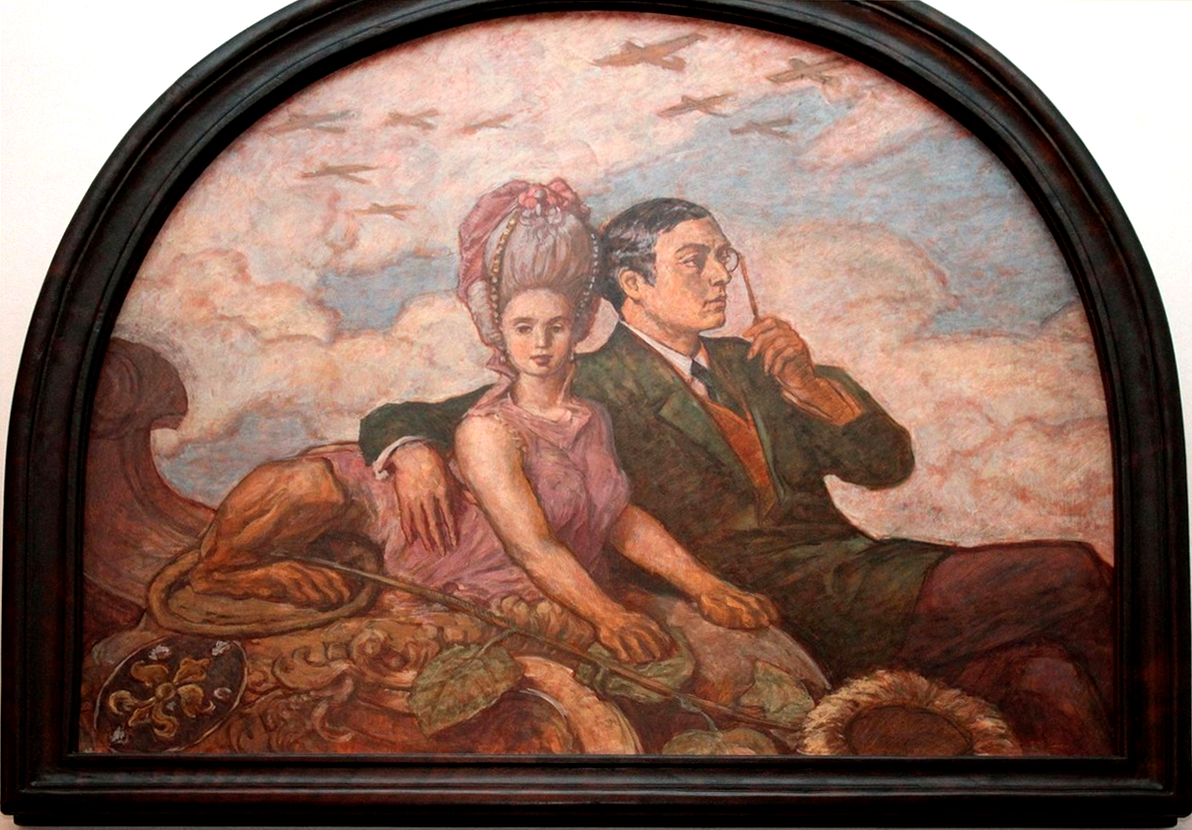
Contele Hansi cu soția sa, pionierul aviației Lilly Steinschneider - de pictorul de (1879-1947), care a locuit o vreme în Castelul Ronsperg, casa cuplului.

În 1914, s-a căsătorit cu contele Johann Graf Coudenhove-Kalergi⁠(de)[traduceți], din familia Coudenhove-Kalergi, fiul lui Heinrich von Coudenhove-Kalergi⁠(d) și Mitsuko Aoyama⁠(d) și fratele mai mare al lui Richard von Coudenhove-Kalergi.
După căsătorie, ea a încetat să zboare și a locuit cu soțul ei în Castelul Ronsperg⁠(d) din zona Boemia din Republica Cehă.
În 1927 s-a născut fiica sa, Maria Electa Thecla Elisabeth Christina Helena Sophia Coudenhove-Kalergi, cunoscută sub numele de Marina. În 1939, ea și fiica ei s-au mutat în Italia din Republica Cehă pentru a evita persecuția nazistă datorită moștenirii ei evreiești.
Lilly Steinschneider a decedat la 28 martie 1975 la Geneva.

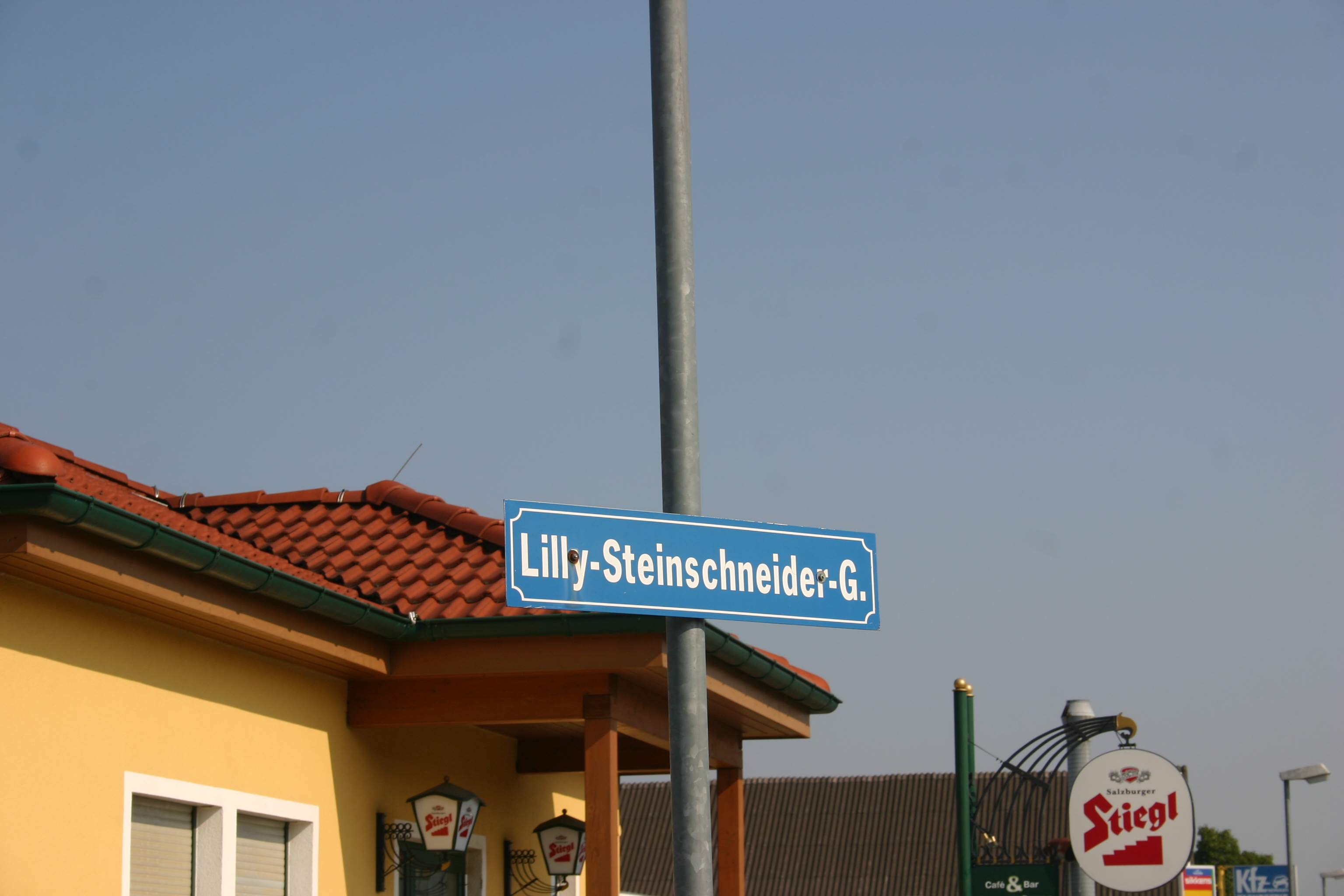
Strada Lilly Steinschneider în Wiener Neustadt

## Comemorare
Strada Lilly-Steinschneider din Wiener Neustadt din Austria a fost numită în onoarea ei.
Scriitorul Bernhard Setzwein descrie viața și căsătoria ei cu Johann Graf Coudenhove-Kalergi în romanul său Samuraiul boem (în germană: Der böhmische Samurai), care a fost publicat în 2017.